# Ròca de Sacòsta
La Ròca de Sacòsta és una muntanya de 1.851 metres que es troba al municipi de Vielha e Mijaran, a la comarca de la Vall d'Aran.